# Stygobromus hyporeheicus
Stygobromus hyporeheicus är en kräftdjursart som beskrevs av Wang och John R. Holsinger 200. Stygobromus hyporeheicus ingår i släktet Stygobromus och familjen Crangonyctidae. Inga underarter finns listade i Catalogue of Life.